# Красноярская ТЭЦ-3
Красноярская ТЭЦ-3 — тепловая электростанция в Красноярске. Входит в состав Открытого акционерного общества «Енисейская территориальная генерирующая компания (ТГК-13)» в качестве производственного филиала.

## История
Первоначально Красноярская ТЭЦ-3 входила в энергосистему (позже ОАО) «Красноярскэнерго», с 2005 года — в ОАО «Красноярская генерация», с 2006 года — в ОАО «Хакасская генерирующая компания», которая с января 2007 года получила наименование ОАО «Енисейская территориальная генерирующая компания (ТГК-13)».
Технико-экономическое обоснование (ТЭО) и акт выбора площадки строительства Красноярской ТЭЦ-3 были утверждены Минэнерго СССР ещё в 1976 году. ТЭО первоначально разработано Томским отделением института «Теплоэлектропроект», переработано в 2007 году ОАО «Сибирский ЭНТЦ». Строительство электростанции началось в 1981 году.
Первыми в 1986 году в отдельном корпусе были установлены три газомазутных паровых котла ДЕ-25-14-225ГМ.
Затем в 1991, 1992, 1993 и 1997 годах в котельной вводилось в строй по одному водогрейному котлу КВТК-100-150-6, которые позволили улучшить теплоснабжение города. Строительство главного корпуса было приостановлено в 1990-х годах из-за недостатка финансирования и возобновлено лишь в 2007 году.

## Производственная деятельность
В пиковой водогрейной котельной установлены четыре водогрейных котла КВТК-100-150-6 производительностью по 100 Гкал/ч каждый (Барнаульский котельный завод), в пуско-отопительной котельной установлены три паровых котла ДЕ-25-14-225ГМ (Бийский котельный завод) производительностью по 25 т/ч. Пылеугольные котлы работают на буром угле Ирша-Бородинского разреза. Основным топливом для газомазутных котлов является топочный мазут марки М-100.
Производство электроэнергии в 2015 году составило 1 279 млн кВт/ч, отпуск тепла — 1854 тыс Гкал.
Угольный склад открытый, оборудованный вагоноопрокидывателем. Две дымовых трубы (высотой по 85 и 180 метров) установлены для котельных, ещё одна (высотой 283 метра) для главного корпуса.
Номинальная электрическая мощность энергоблока — 204 МВт, тепловая — 189,5 Гкал/ч. 
Бородинский разрез Канско-Ачинского угольного бассейна, на котором добывают угли марки Б2 открытым способом, расположен близ города Бородино в 164 км от станции (по прямой около 112 км к востоку). Разрез принадлежит СУЭК. Удельная теплота сгорания поставляемого на ТЭЦ угля в среднем 16 МДж/кг.
Красноярская ТЭЦ-3, единственная в городе ТЭЦ на левом берегу Енисея, отапливает промышленные предприятия и жилые дома Советского района Красноярска, жилмассивы «Северный», «Аэропорт», «Покровский», «Иннокентьевский» и др.
Температура отпускаемой сетевой воды достигает зимой 150 °C.
Ведётся строительство энергоблока № 2 с установкой теплофикационной турбины типа Т-185/220-12,8-2 электрической мощностью 185/220 МВт и тепловой мощностью 270 Гкал/ч с котлоагрегатом ТПЕ-216 типа Еп-670-13.8-545БТ (ТКЗ), а также строительство градирни высотой 88 метров.
Ввод в работу нового энергоблока запланирован в конце 2024 года. Установленная электрическая мощность будущего энергоблока — 185 МВт. Установленная тепловая мощность  — 270 Гкал/час.
Общая стоимость проекта составляет 27,5 млрд рублей. Ввод новых энергетических мощностей позволит осуществить реконструкцию устаревшего оборудования Красноярской ТЭЦ-1, а также закрыть устаревшие городские котельные.
Турбогенератор для первого энергоблока с воздушным охлаждением типа Т3ФП-220-2У3 мощностью 225 МВт изготовлен на заводе «Электросила». В 2018 году генератор с воздушным охлаждением типа ТЗФП-220-2У3 завода "Электросила" заменен на генератор с водородным охлаждением типа ТВФ-220-2У3 завода НПО "ЭЛСИБ" ПАО.
На ТЭЦ-3 предусмотрена прямоточная система технического водоснабжения с береговой насосной станцией, а для подпитки теплосети используются подрусловые воды Енисея.  Имеется собственное железнодорожное хозяйство.
На станции работает 566 человек.